# Dobrunska Rijeka
Dobrunska Rijeka je naseljeno mjesto u općini Višegradu, Republika Srpska, BiH.

## Stanovništvo
Nacionalni sastav stanovništva 1991. godine, bio je sljedeći:
| Narod  | Broj stanovnika |
| ------ | --------------- |
| Srbi   | 74              |
| Hrvati | 1               |
| Ukupno | 75              |